# إيرني رودولف
إيرني رودولف (بالإنجليزية: Ernie Rudolph)‏ هو لاعب كرة قاعدة أمريكي، ولد في 13 فبراير 1909 في بلاك ريفر فولز في الولايات المتحدة، وتوفي بنفس المكان في 13 يناير 2003.

## وصلات خارجية
- إيرني رودولف على موقع دوري كرة القاعدة الرئيسي (الإنجليزية)
- إيرني رودولف على موقعبيزبول رفرنس.كوم (الدوري الرئيسي) (الإنجليزية)
- إيرني رودولف على موقعبيزبول رفرنس.كوم (الدوري الثانوي) (الإنجليزية)